# 플라스틱 병

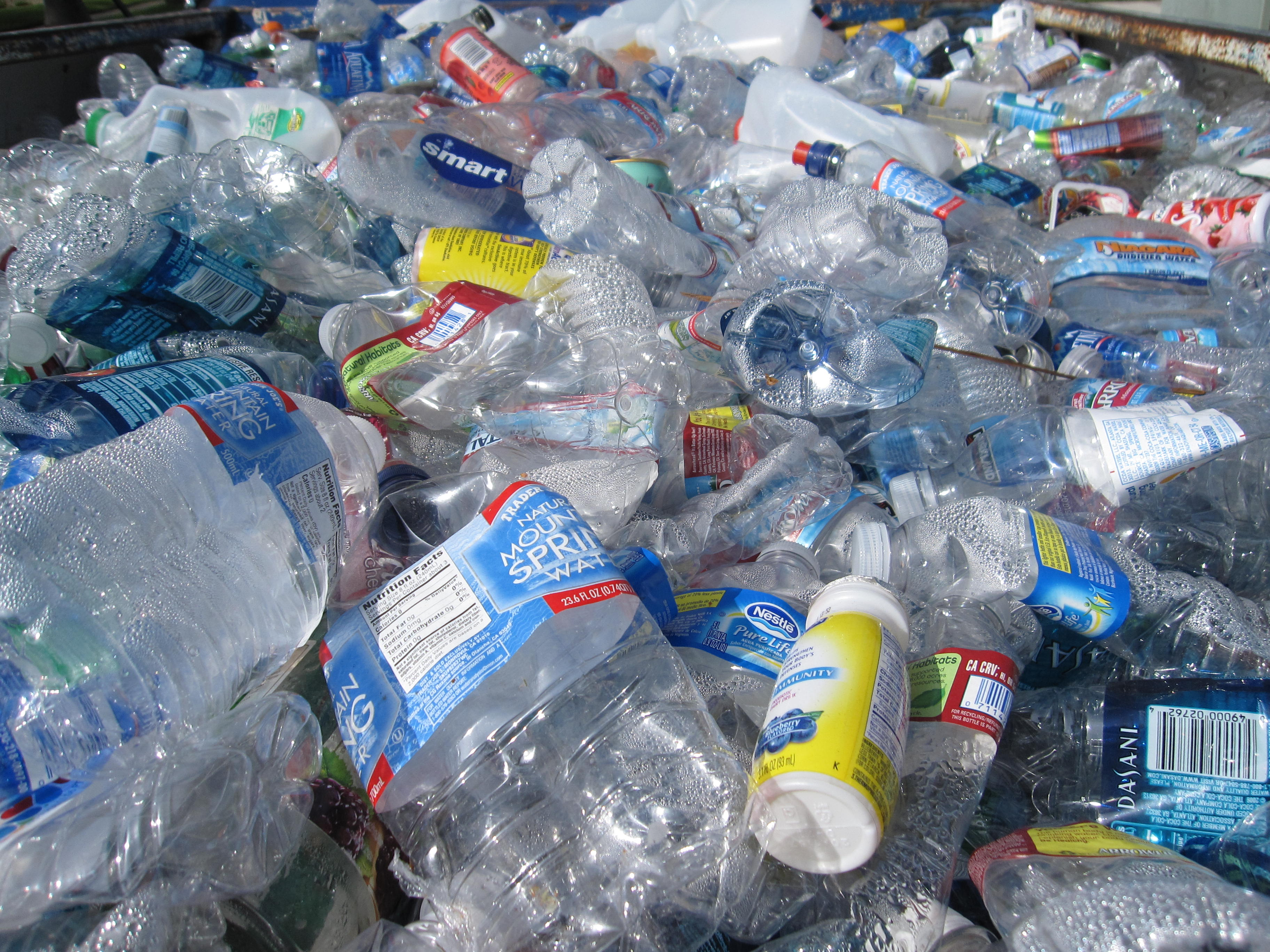
플라스틱 병

PET 플라스틱 제품의 수지 식별 코드.

플라스틱 병(Plastic Bottle)은 말그대로 플라스틱 재질로 만들어진 용기로, 플라스틱 병의 약 90%는 음료 용기에 사용된다. 그 외에도, 조미료, 화장품, 의약품, 음식 포장 등의 용기에도 이용되고 있다. 폴리에틸렌 테레프탈레이트(PET)를 재료로 만들어지는 용기는 페트병(PET Bottle)이라 부르지만, 이 표현은 대한민국과 일본에서만 통용되는 한국어식 영어 또는 일본어식 영어이다. 페트병을 구성하는 소재인 PET는 영어권에서는 보통 피트 또는 피이티라고 읽는다.
플라스틱은 19세기에 발명되었으며, 처음에는 상아, 고무, 셀락 등의 일반적인 재료를 대체하기 위해 사용되었다. 플라스틱 병이 상업적으로 처음 사용된 것은 1947년이지만, 1950년대 에 고밀도 폴리에틸렌이 도입되기까지는 비교적 고가였다. 플라스틱 병은 유리병에 비해 무게가 가볍고 가격이 저렴하며 운반이 용이하다는 이유로 제조업체와 소비자 모두에게 빠르게 인기를 끌었다. 뿐만 아니라 생산과 유통 과정 모두에서 유리병보다 파손에 훨씬 더 강하다는 점이 플라스틱 병의 가장 큰 장점으로 평가된다. 와인과 맥주를 제외하면, 식품 산업 전반에서 유리병은 대부분 플라스틱 병으로 대체되었다.

## 같이 보기
- 병 (용기)